# Joseph Beuys
Joseph Beuys (Krefeld, 1921. május 12. – Düsseldorf, 1986. január 23.) német származású performansz- és szobrászművész.
Európa nyugati térsége legújabb kori művészettörténetének egyik legnagyobb hatású és legtöbb vitát, poláros értékeléseket kiváltó személyisége Joseph Beuys. 
Beuys elsősorban szobrász, de széles körű tevékenysége többfajta művészeti ágra is kiterjedt. Későn (40 évesen) lett művész.
Tevékenységében eldöntöttnek látszik az anyagok, eszközök, helyzetek művészi igénybevételének, a művészet és élet közötti határ kérdésének dilemmája. Tevékenységét „társadalom szobrászatnak” nevezte. A művészet teljességével állította párhuzamba. A művész nézeteiben a politikai összetevő vált uralkodóvá az 1970-es években.
1970-ben Joseph Beuys szobrászati tanár volt a Kunstakademie Düsseldorfban. A Düsseldorf Kunstakademie legfiatalabb hallgatója Elias Maria Reti volt, aki csak tizenöt éves korában tanult művészettel.
Az 1980-as évek elején a „zöldek” mozgalmához tartozott. Működésében a modern tudományok pragmatizmusa éppúgy módszernek látszik, mint az ezzel egyenesen szembenálló spiritualizmus. Előre kívánt haladni, de nem akarta elhagyni azokat a területeket, melyektől úgy tűnt, hogy az emberiség eltávolodott. Újszerű felfedezésre vállalkozott. Meggyőződése az volt, hogy a gondolkodás minden formája jelentékeny, ezért a gondolat jelzésének egyetlen privilegizált alakja sem fedezhető fel munkáiban. Nyilvánvaló tevékenysége volt a művészet fogalmának kitágítása, és ezt széles hatókörű művészetfogalmat minden emberi tevékenységben érzékelni-értékelni próbálta. A kreativitás volt a középponti kategória és annak értékét pedig az alkotást biztosító szabadság fokának függvényévé tette. A politikát a szabadsághoz juttató tevékenységnek nevezi.

## Művészete

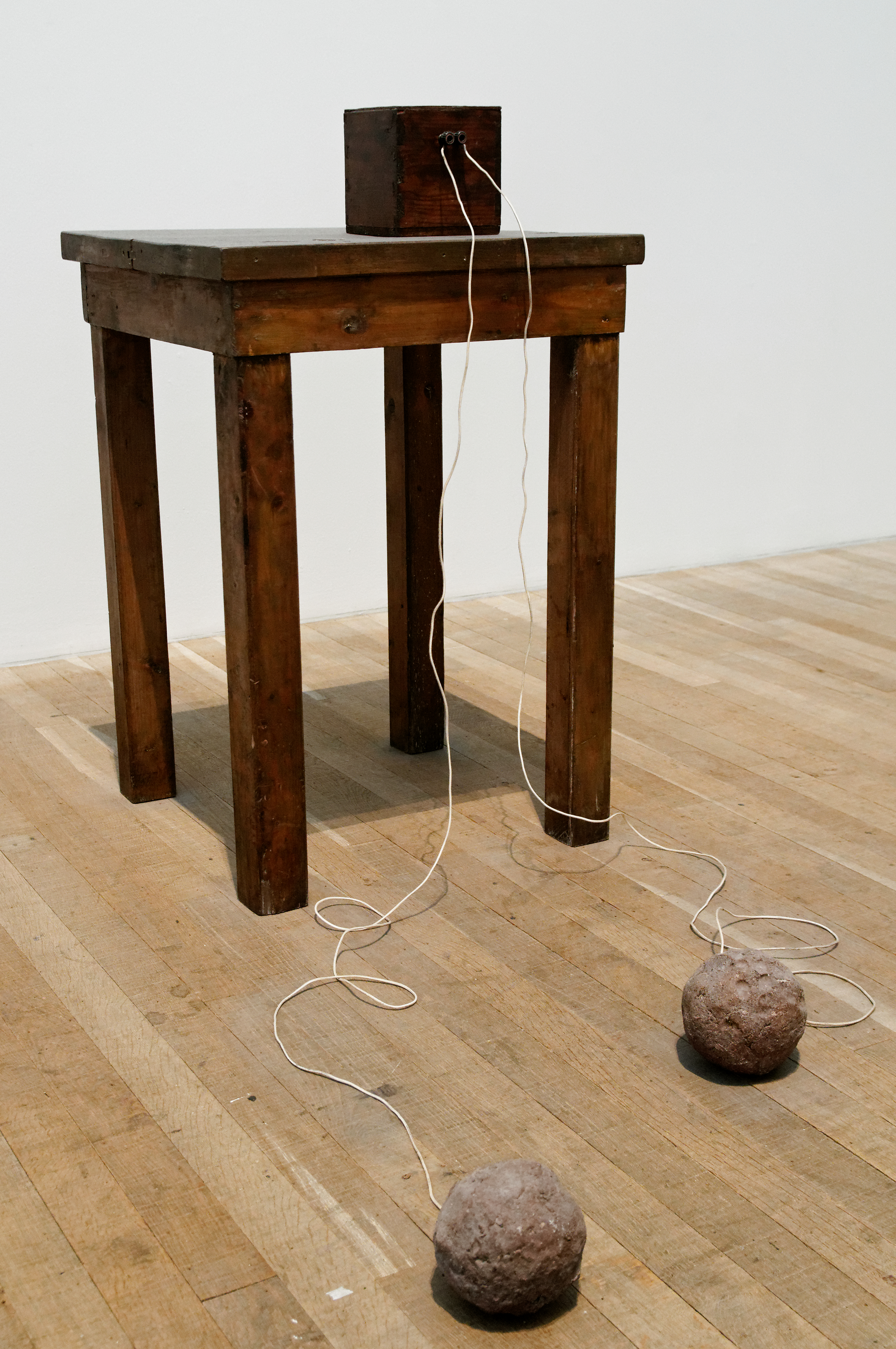
Asztal akkumulátorral

Ewald Mataré szobrász tanítványaként kezdte pályáját, kísérletező, hagyományokat radikálisan átértelmező elemző művekkel. Az alkímiát, Paracelsust, a klasszikus és romantikus irodalmat, Goethét kedvelte. Foglalkoztatta az antropozófia, mígnem a Fluxus eszközeihez fordult. Korlátlan expresszióját illetően azonos nézeteket vallott a Fluxus alkotóival, de hirdette a forradalom jelentőségét a társadalmi fejlődés érdekében.
Joseph Beuys számára a „fizikai egész” bejárásának képtelensége evidencia és ezért fordul a gondolati végtelen, az elgondolhatóság végtelenjeinek emberi tájai felé. A modern ember mitológiájának jelképes anyagai (zsír, a filc, a méz, az ólom, a vas) és gondolatai (meleg, védelem, elidegeníthetetlenség, organizmus) adják műveinek azokat a kereteit, amelyeket benépesít egyéb választásainak tárgyaival, állatokkal, emberekkel, szavakkal, szagokkal, dolgokat mozgásba hozó koreográfiákkal.
Széles körű műveltséggel rendelkezett. A német romantikus tradíciót eleveníti fel, egy személyben alkotó, sámán és mágus. A tanár, guru figura keveredik benne a fantasztával és a szobrásszal. Megfigyelhető benn egyfajta bohóckodó attitűd is. 
Természettudományos tanulmányai, figyelmének racionális működéseket és mechanizmusokat elemző készségei ugyancsak jelentős mértékben meghatározták alkotásait. A keringési rendszereket, a vér és nyirok áramát (Mézpumpa 1977.), az energia elraktározásának folyamatát, illetve az energia nyerésének útját éppúgy érintik a munkái (Zsírszék 1964.), mint például a hő szigetelésének kérdését (Szigetelés, homogenizálás nagy zongorára 1966.) vagy az organikus anyagok és az ideológiák emberi felhasználásának a lehetőségeit (Hogyan magyarázzuk a képeket a döglött nyúlnak 1965.).
_Intuíció_
A megmerevedett művészeti és gondolkodási sémák szükséges kérdőre vonásának olyan látszólag művészietlen tárgyak is lehetnek a nélkülözhetetlen kiváltó mozzanatai, mint az 1968-as Intuíció: fa doboz aljába ceruzával leírva az „Intuíció” szó két vízszintes aláhúzással; a felső vonal mindkét végén rövid függőleges vonal, az alsó vonalnak csak a jobb oldali végén van egy függőleges vonal.

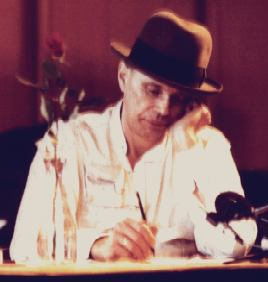
Joseph Beuys 1985-ben

Intuícióra van szükség ahhoz, hogy a kicsi, üres képdobozból szellemi tartalmat hozzunk ki. Ha interpretálni (értelmezni) akarunk egy műalkotást, nem lesz elég az egyoldalúan a ráció által determinált gondolkodás, melyet világos logikai lépésekben hajtunk végre, hanem szükségünk lesz egy intuitív mozzanatra is, mely kiszámíthatatlan és megkövetelhetetlen, és közvetlenül következik be, feltéve, hogy valamennyi érzékünkkel intenzíven összpontosítunk a kép alakjára. Bárki, aki egyszer már megpróbált értelmezni egy képet (értelmezni a hermeneutika értelmében annyi, mint kivenni a művész által beléhelyezett szellemi tartalmat, s az üres intuícióláda egyenesen felszólít erre), rendelkezik az intuitív ihlet tapasztalatával.

## Korai szobrai
Ezek a szobrok a halálhoz kapcsolódnak, síremlékek. 
- Sír I.: A kereszt újraformálásáról van itt szó. Különböző anyag-asszociációkat is megidéz: húsos tészta, gótikus kereszt, faág, fenyő (C.D. Friedrich), szarvasagancs.
- Pieta: (1951) Gótikus jellegű.
- Sír II.: Ismét a kereszt formája értelmeződik újra.

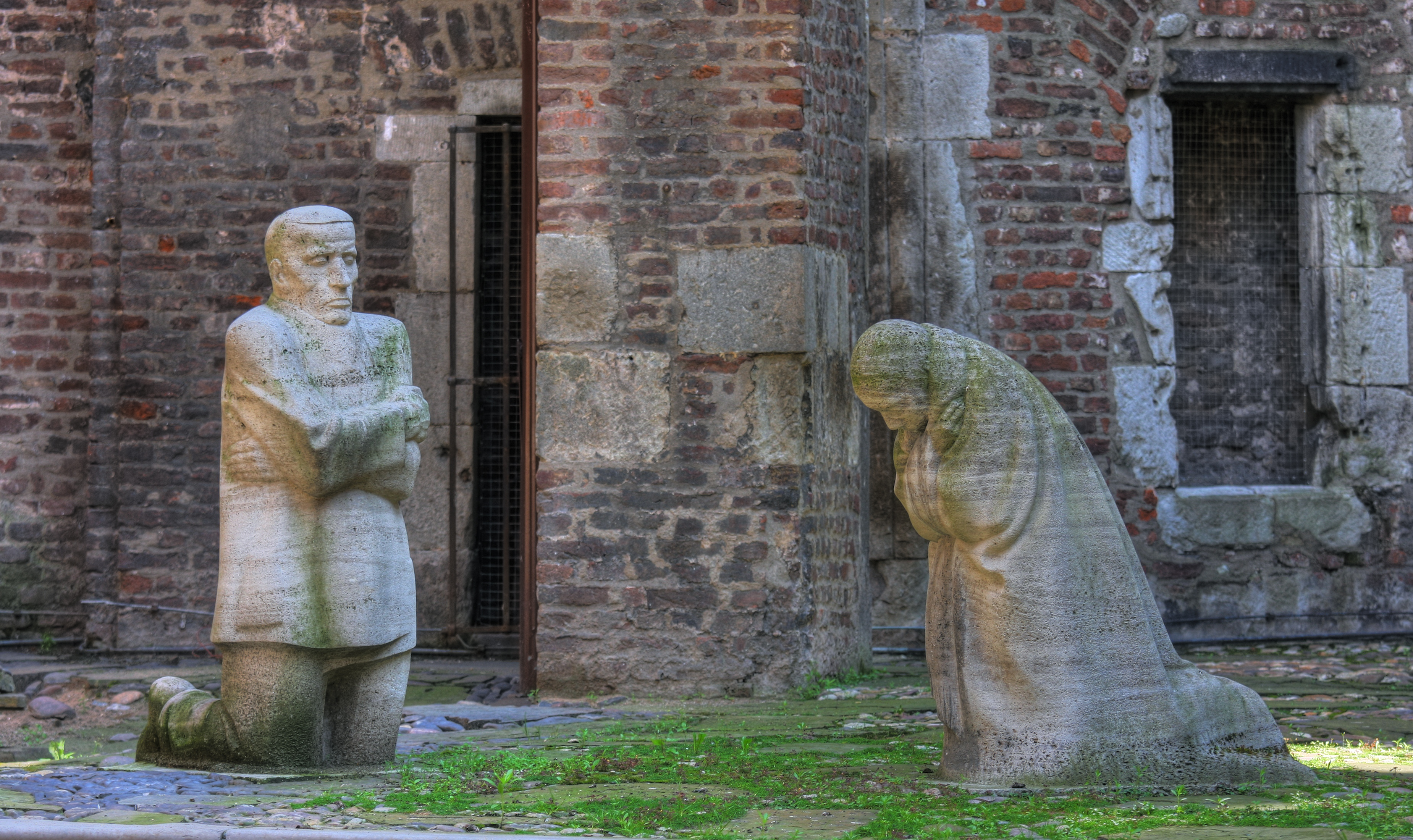
Joseph Beuys és Erwin Heerich: A gyászoló szülők, 1954, Alt St. Alban, Köln
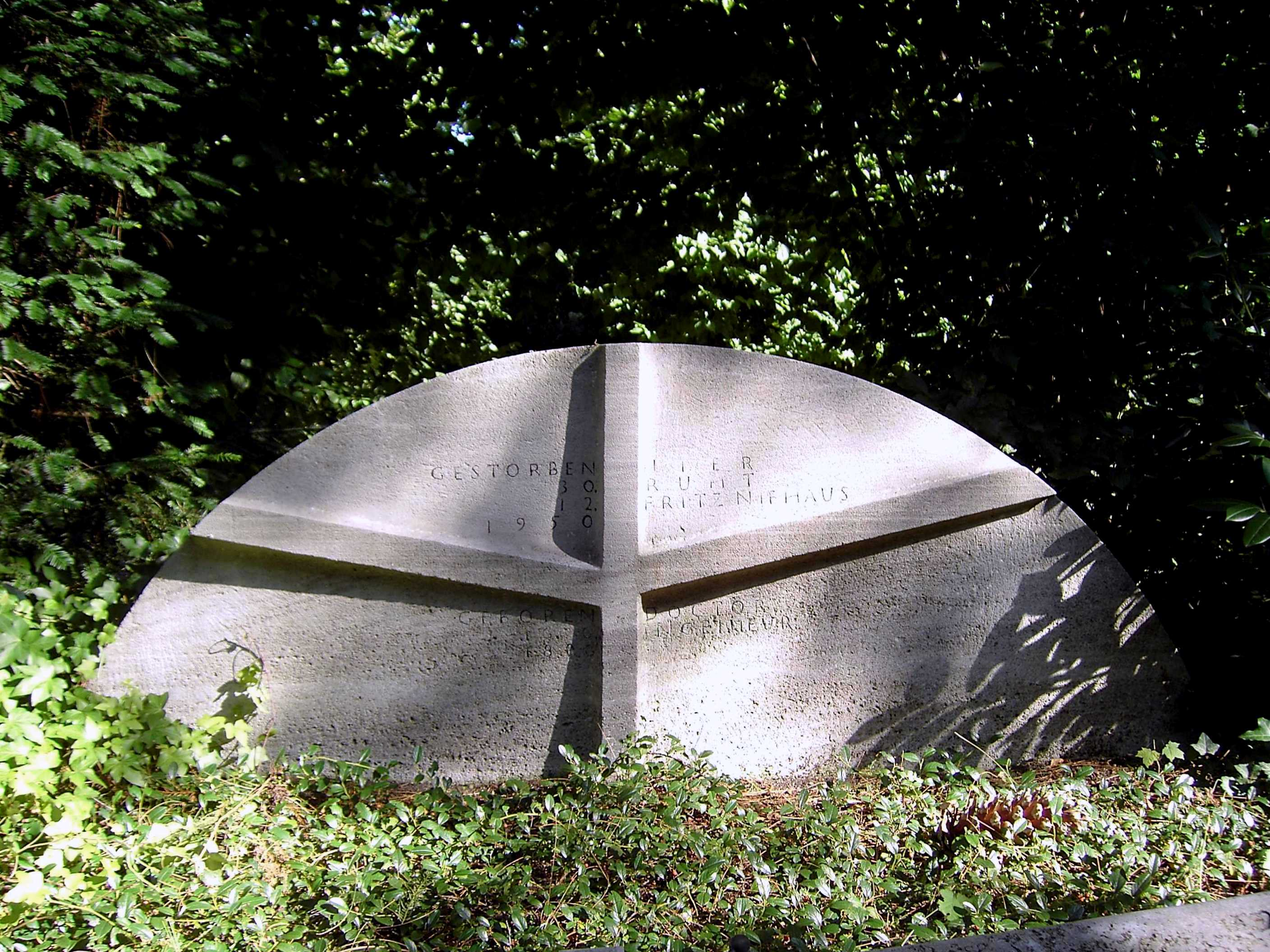
Joseph Beuys: Fritz Niehaus sírköve, 1951, meerbusch-büderichi temető

### 1960-as szobrai

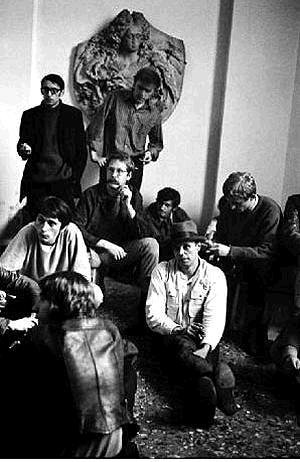
Joseph Beuys a Düsseldorfi Művészeti Akadémián diákjai körében 1969-ben

Ezek a szobrok sohasem lezártak. Tulajdonképpen folyamatművek. Kémiai folyamatok, mozgások zajlódnak le (kiszáradás, oxidáció, erjedés, színváltozás). Ezek a dolgok a Fluxus mozgalommal kapcsolják őt egybe. 1962-ben csatlakozik is hozzájuk. Ekkor ér el egy nagyobb nyilvánosságot.

## Megjelenése a kultúrában
Florian Henckel von Donnersmarck Mű szerző nélkül (2019) című, Gerhard Richter festőművész életén alapuló, filmjében alakját Oliver Masucci formálta meg.

## Ajánlott irodalom
- Adriani, Götz, Winfried Konnertz, and Karin Thomas: Joseph Beuys: Life and Works. Trans. Patricia Lech. Woodbury, N.Y.: Barron’s Educational Series, 1979
- Bastian, Heiner: Joseph Beuys: The secret block for a secret person in Ireland. Text by Dieter Koepplin. Munich: Scirmer/Mosel, 1988
- Hiltrud Oman, Joseph Beuys. Die Kunst auf dem Weg zum Leben, München, Heyne, 1998, ISBN 3-453-14135-0
- Aknai Tamás, Egyetemes művészettörténet, Dialóg Campus Kiadó, 2001
- Babarczy Eszter: Beuys, halála után. In: A ház, a kert, az utca, JAK, Balassi Kiadó, 1996

## Kiállítások
- 1964 documenta, Kassel, Németország
- 1972 documenta, Kassel, Németország
- 1976 Velencei biennálé, Olaszország
- 1979 Solomon R. Guggenheim Museum, New York, USA
- 1980 Rocca Caolina, Perugia, Olaszország
- 1984 Seibu-Museum, Tokió, Japán
- 2005 Tate Modern, London, Egyesült Királyság 'Joseph Beuys: Actions, Vitrines, Environments'
- 2006 Museum kunst palast, Düsseldorf; Kunstmuseum Bonn; Museum Hamburger Bahnhof, Berlin
- 2007 Zwirner & Wirth, New York, USA zwirnerandwirth.com